# Dabou flygplats
Dabou flygplats är en flygplats vid staden Dabou i Elfenbenskusten. Den ligger i den södra delen av landet, 190 km sydost om huvudstaden Yamoussoukro. Dabou flygplats ligger 43 meter över havet. ICAO-koden är DIDB.